# Golden Time
Golden Time (jap. ゴールデンタイム Gōruden taimu) – seria light novel autorstwa Yuyuko Takemiyi z ilustracjami Eijiego Komatsu, publikowana nakładem wydawnictwa ASCII Media Works między wrześniem 2010 a marcem 2014. 
Adaptacja w formie mangi autorstwa Umechazuke ukazywała się na łamach magazynu „Dengeki Daioh” od września 2011 do maja 2016. W Polsce została ona wydana przez Studio JG. 
Na podstawie powieści studio J.C.Staff wyprodukowało serial anime, który emitowany był od października 2013 do kwietnia 2014. 

## Fabuła
Banri Tada jest nowo przyjętym studentem prywatnej szkoły prawniczej w Tokio, który wskutek upadku z mostu krótko po ukończeniu liceum, stracił wszystkie wspomnienia sprzed wypadku.
Po uroczystej ceremonii rozpoczęcia Banri czuje się całkowicie zagubiony i próbuje odnaleźć drogę do sali, w której odbywają się zajęcia dla pierwszorocznych. Po drodze wpada na innego zagubionego i zdezorientowanego studenta, Mitsuo Yanagisawę, z którym natychmiast się dogaduje. Po dotarciu na miejsce w samą porę, pojawia się przed nimi piękna dziewczyna z bukietem róż, która gratuluje Mitsuo dostania się do szkoły, a następnie uderza go nimi w twarz, po czym odchodzi. Ta stylowa, dobrze ubrana i obsesyjna kobieta okazuje się być przyjaciółką Mitsuo z dzieciństwa, Koko Kagą. Jako dzieci, obiecali sobie, że pewnego dnia się poślubią, co przez ten cały czas brała sobie do serca. Mitsuo w tajemnicy wybrał tę uczelnię, aby od niej uciec, jednak Koko dzięki swoim koneksjom dowiedziała się o tym i sama zapisała się na studia.
Banri spotyka studentkę drugiego roku o imieniu Linda, nie wiedząc, że była jego najlepszą przyjaciółką w liceum, i czuje się odpowiedzialna za jego utratę pamięci. W miarę postępu serii, Banri powoli mierzy się ze swoimi powracającymi wspomnieniami, które często wchodzą w konflikt z relacją, która rozkwita między nim a Kagą.

## Bohaterowie
- Banri Tada (jap. 多田 万里 Tada Banri)

Seiyū: Makoto Furukawa 
- Koko Kaga (jap. 加賀 香子 Kaga Kōko)

Seiyū: Yui Horie 
- Mitsuo Yanagisawa (jap. 柳澤 光央 Yanagisawa Mitsuo)

Seiyū: Kaito Ishikawa 
- Linda (jap. リンダ Rinda) / Nana Hayashida (jap. 林田 奈々 Hayashida Nana)

Seiyū: Ai Kayano 
- Nijigen (jap. 二次元) / Takaya Satō (jap. 佐藤 隆哉 Satō Takaya)

Seiyū: Takahiro Hikami 
- Chinami Oka (jap. 岡 千波 Oka Chinami)

Seiyū: Ibuki Kido 
- Kosshii (jap. コッシー)

Seiyū: Takayuki Kondō 
- Nana (jap. 先輩)

Seiyū: Satomi Satō 

## Light novel
Powieść była publikowana od 10 września 2010 do 8 marca 2014 nakładem wydawnictwa ASCII Media Works pod imprintem Dengeki Bunko. Na główną historię składa się osiem tomów, podczas gdy pozostałe trzy są zbiorami historii pobocznych. Fragmenty serii były również publikowane w magazynie „Dengeki Bunko Magazine”.
| Nr | Data wydania (język japoński) | ISBN (język japoński)  |
| -- | ----------------------------- | ---------------------- |
| 1  | 10 września 2010              | ISBN 978-4-04-868878-9 |
| 2  | 10 marca 2011                 | ISBN 978-4-04-870381-9 |
| 3  | 10 sierpnia 2011              | ISBN 978-4-04-870735-0 |
| 4  | 10 marca 2012                 | ISBN 978-4-04-886546-3 |
| –  | 10 czerwca 2012               | ISBN 978-4-04-886631-6 |
| 5  | 10 września 2012              | ISBN 978-4-04-886897-6 |
| –  | 10 stycznia 2013              | ISBN 978-4-04-891324-9 |
| 6  | 10 kwietnia 2013              | ISBN 978-4-04-891557-1 |
| –  | 10 sierpnia 2013              | ISBN 978-4-04-891858-9 |
| 7  | 10 października 2013          | ISBN 978-4-04-866059-4 |
| 8  | 8 marca 2014                  | ISBN 978-4-04-866414-1 |

## Manga
Adaptacja w formie mangi z ilustracjami autorstwa Umechazuke ukazywała się w magazynie „Dengeki Daioh” wydawnictwa ASCII Media Works od 27 września 2011 do 27 maja 2016. Seria została również opublikowana w 9 tankōbonach, wydawanych od 27 marca 2012 do 27 września 2016.
W Polsce prawa do dystrybucji mangi wykupiło Studio JG.
| Nr | Język japoński   | Język japoński         | Język polski         | Język polski           |
| Nr | Data wydania     | ISBN                   | Data wydania         | ISBN                   |
| -- | ---------------- | ---------------------- | -------------------- | ---------------------- |
| 1  | 27 marca 2012    | ISBN 978-4-04-886494-7 | 8 kwietnia 2016      | ISBN 978-83-8001-121-2 |
| 2  | 27 września 2012 | ISBN 978-4-04-891022-4 | 1 lipca 2016         | ISBN 978-83-8001-139-7 |
| 3  | 27 marca 2013    | ISBN 978-4-04-891456-7 | 13 września 2016     | ISBN 978-83-8001-153-3 |
| 4  | 27 lipca 2013    | ISBN 978-4-04-891767-4 | 14 grudnia 2016      | ISBN 978-83-8001-171-7 |
| 5  | 27 stycznia 2014 | ISBN 978-4-04-866236-9 | 2 czerwca 2017       | ISBN 978-83-8001-200-4 |
| 6  | 27 czerwca 2014  | ISBN 978-4-04-866704-3 | 23 października 2017 | ISBN 978-83-8001-240-0 |
| 7  | 20 grudnia 2014  | ISBN 978-4-04-869130-7 | 11 stycznia 2018     | ISBN 978-83-8001-270-7 |
| 8  | 27 lipca 2015    | ISBN 978-4-04-865218-6 | 19 marca 2018        | ISBN 978-83-8001-297-4 |
| 9  | 27 września 2016 | ISBN 978-4-04-892372-9 | 25 czerwca 2018      | ISBN 978-83-8001-323-0 |

## Anime
Adaptacja w formie telewizyjnego serialu anime została wyprodukowana przez studia Genco i J.C.Staff. Seria została wyreżyserowana przez Chiaki Kon, scenariusz napisał Fumihiko Shimo, a postacie zaprojektował Shinya Hasegawa. Muzykę do serialu skomponowała Yukari Hashimoto. Serial był emitowany od 3 października 2013 do 27 marca 2014 w MBS i innych stacjach.

### Ścieżka dźwiękowa
| Odcinki        | Tytuł                                                     | Wykonawcy | Źródło       |
| Czołówka       | Czołówka                                                  | Czołówka  | Czołówka     |
| -------------- | --------------------------------------------------------- | --------- | ------------ |
| 1–12           | „Golden Time”                                             | Yui Horie | [ 37 ] [ 2 ] |
| 13–24          | „The♡World's♡End”                                         | Yui Horie | [ 37 ] [ 2 ] |
| Napisy końcowe |                                                           |           |              |
| 1–12           | „Sweet & Sweet Cherry”                                    | Yui Horie | [ 37 ] [ 2 ] |
| 13–23          | „Han’eikyūteki ni aishite yo♡” (jap. 半永久的に愛してよ♡) | Yui Horie | [ 37 ] [ 2 ] |
| 24             | „Golden Time”                                             | Yui Horie | [ 37 ] [ 2 ] |

### Lista odcinków
| №  | Tytuł                                                                | Premiera             |
| -- | -------------------------------------------------------------------- | -------------------- |
| 1  | Spring Time Supuringu taimu (スプリングタイム)                       | 3 października 2013  |
| 2  | Lonely Girl Ronrī gāru (ロンリーガール)                              | 10 października 2013 |
| 3  | Night Escape Naito esukēpu (ナイトエスケープ)                        | 17 października 2013 |
| 4  | Blackout Burakkuauto (ブラックアウト)                                | 24 października 2013 |
| 5  | Body and Soul Bodi ando sōru (ボディ・アンド・ソウル)                | 31 października 2013 |
| 6  | Yes No Iesu nō (イェス・ノー)                                        | 7 listopada 2013     |
| 7  | Masquerade Masukarēdo (マスカレード)                                 | 14 listopada 2013    |
| 8  | Reset Risetto (リセット)                                             | 21 listopada 2013    |
| 9  | With You Again Wizu yū agein (ウィズ・ユー・アゲイン)                | 28 listopada 2013    |
| 10 | In the Mirror In za mirā (イン･ザ･ミラー)                            | 5 grudnia 2013       |
| 11 | Trouble Party Toraburu pāti (トラブルパーティ)                       | 12 grudnia 2013      |
| 12 | Don’t Look Back Donto rukku bakku (ドント・ルックバック)             | 19 grudnia 2013      |
| 13 | Summer Has Come Samā hazu kamu (サマー・ハズ・カム)                  | 9 stycznia 2014      |
| 14 | Ladies Talk Reidizu tōku (レイディズトーク)                          | 16 stycznia 2014     |
| 15 | Accident Beach Akushidento bīchi (アクシデントビーチ)                | 23 stycznia 2014     |
| 16 | Wake-up Call Weiku appu kōru (ウェイクアップコール)                  | 30 stycznia 2014     |
| 17 | Return to Yesterday Ritān tu iesutadi (リターン・トゥ・イエスタディ) | 6 lutego 2014        |
| 18 | My Hometown Mai hōmutaun (マイ・ホームタウン)                        | 13 lutego 2014       |
| 19 | Night in Paris Naito in Pari (ナイト・イン・パリ)                    | 20 lutego 2014       |
| 20 | His Chasm Hizu kyazumu (ヒズ・キャズム)                              | 27 lutego 2014       |
| 21 | I’ll Be Back Airu bī bakku (アイル・ビー・バック)                    | 6 marca 2014         |
| 22 | Paradise Lost Paradaisu rosuto (パラダイスロスト)                    | 13 marca 2014        |
| 23 | Last Smile Rasuto sumairu (ラストスマイル)                           | 20 marca 2014        |
| 24 | Golden Time Gōruden taimu (ゴールデン タイム)                        | 27 marca 2014        |

## Gra komputerowa
27 marca 2014 wydano grę komputerową na konsolę PlayStation Vita, zatytułowaną Golden Time: Vivid Memories. Została opracowana przez Kadokawa Games i należy do gatunku powieści wizualnych. Redakcja magazynu Famitsū przyznała grze ocenę 32/40.

## Odbiór
W marcu 2013 roku redakcja Mainichi Shimbun podała do wiadomości, że w Japonii powieść sprzedała się w nakładzie ponad 710 000 egzemplarzy.